# 이어리가
이어리가(李於里加)는 유감동 등과 함께 조선 세종 때 일어났던 간통 사건에 연루된 여자이다. 흔히 어리가(於里加) 또는 어리(於里)라 불렸으며, 양녕대군이 강간한 어리(於里)와는 다른 사람이다.
어리가는 병조 참판 이춘생(李春生)의 딸로서, 별시위(別侍衛) 이진문(李振文)의 아내였으며, 이의산(李義山)과 간통하였다.

## 같이 보기
- 간통
- 유감동

## 참고 자료
- 강명관 (2004년 1월 5일). 〈누가 이 여인들에게 돌을 던지는가 | 감동과 어우동〉. 《조선의 뒷골목 풍경》 초 12쇄판. 서울: 푸른역사. ISBN 89-87787-74-5. |장=에 지움 문자가 있음(위치 20) (도움말)